# Werken van Jože Plečnik in Ljubljana
De werken van Jože Plečnik in Ljubljana – Mensgerichte stadsplanning is een UNESCO-Werelderfgoedinschrijving in de Sloveense hoofdstad Ljubljana. De inschrijving omvat meerdere werken van de Sloveense architect Jože Plečnik in Ljubljana. Tijdens het interbellum werkte Plečnik aan de transformatie van Ljubljana van provinciale stad in Oostenrijk-Hongarije tot de hoofdstad van Slovenië. Dit deed hij door een serie van publieke ruimtes en instituties te creëren en deze te integreren in de bestaande stad, terwijl hij wel rekening hield met de eisen van de moderne maatschappij. Dit deed hij vanuit zijn visie van mensgerichte stadsplanning. Tot de inschrijving zijn zes locaties in Ljubljana en één in Črna Vas opgenomen. Het is een uitzonderlijk voorbeeld van een dergelijke stadsplanning naar de visie van één architect, gerealiseerd in beperkte tijd en ruimte in een bestaande stad.

## Locaties
| Afbeelding | Naam | ID       | Coördinaten                    | Oppervlakte | Bufferzone |
| ---------- | --- | -------- | ------------------------------ | ----------- | ---------- |
|            | Trnovobrug | 1643-001 | 46° 02′ 36″ NB, 14° 30′ 8″ OL  | 0,05 ha     | 92,023 ha  |
|            | Groene Promenade langs Vegova ulica o.a. Congresplein, Nationale en Universiteitsbibliotheek van Slovenië                       | 1643-002 | 46° 02′ 52″ NB, 14° 30′ 12″ OL | 3,284 ha    | 92,023 ha  |
|            | Promenade langs de kade en bruggen over de Ljubljanicarivier o.a. Tromostovje, Ljubljanica Sluispoort, Centrale Markt Ljubljana | 1643-003 | 46° 02′ 56″ NB, 14° 30′ 20″ OL | 12,39 ha    | 92,023 ha  |
|            | Romeinse muren in Mirje | 1643-004 | 46° 02′ 45″ NB, 14° 29′ 54″ OL | 0,727 ha    | 1,154 ha   |
|            | Sint-Michaelkerk | 1643-005 | 46° 00′ 44″ NB, 14° 30′ 21″ OL | 0,281 ha    | 22,454 ha  |
|            | Franciscus van Assisikerk | 1643-006 | 46° 04′ 6″ NB, 14° 29′ 49″ OL  | 1,079 ha    | 30,235 ha  |
|            | Plečnik's Žale - Tuin van Allerheiligen                                                                                         | 1643-007 | 46° 04′ 3″ NB, 14° 31′ 43″ OL  | 1,327 ha    | 48,622 ha  |

Grotten van Škocjan · Oude en voorhistorische beukenbossen van de Karpaten en andere regio's van Europa · Prehistorische paalwoningen in de Alpen · Erfgoed van kwik. Almadén en Idrija · Werken van Jože Plečnik in Ljubljana